# Duối

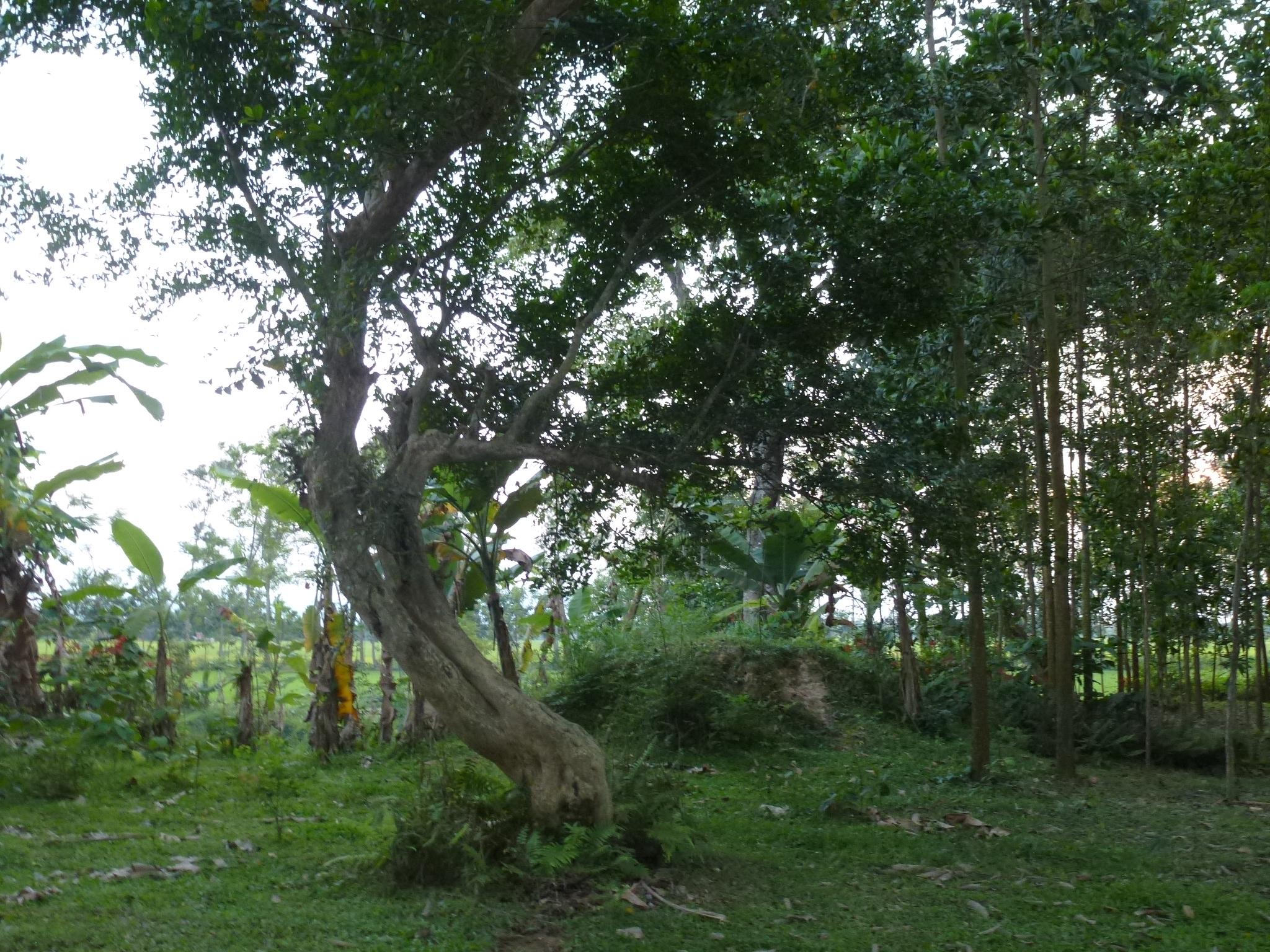
Cây duối cổ thụ tại khu di tích Đền thờ Lê Ngọc tại làng Trường Xuân, xã Đông Ninh, huyện Đông Sơn, Thanh Hóa, Việt Nam

Duối hay duối nhám, duối dai, danh pháp hai phần: Streblus asper, là một loại cây mộc, cỡ trung bình với bản địa ở vùng đất khô miền Đông Nam Á, Philippin, Hoa Nam và Ấn Độ.

## Đặc tính
Cây duối mọc cao khoảng 4–8 m, rậm tán, cành đâm chéo nhau. Lá duối có dạng trứng nhọn, dài khoảng 3–7 cm, rộng 1,5-2,5 cm, mép có răng khía. Mặt lá rất ráp.
Duối là loại cây đơn tính khác gốc nên mỗi cây chỉ trổ hoa đực hoặc hoa cái. Hoa đực hình cầu, sắc vàng lục, có khi ngả sang màu trắng. Hoa cái màu lục, mọc lẻ, hoặc từng cặp.
Trái duối hình trứng, sắc vàng, chỉ lớn khoảng 8–10 mm. Vị trái ngọt khi chín. Đài lá (sepal) khá lớn nên mọc bao lên một phần của trái.

## Công dụng
Lá duối vì ráp nên được dùng tại Việt Nam như một loại giấy nhám để làm nhẵn mặt gỗ.
Ở Thái Lan, vỏ cây duối xưa kia được dùng làm giấy chép kinh. Loại giấy này rất bền, khó bắt lửa, chống được mối mọt.
Hóa tính của duối còn có công dụng lợi tiểu, trừ giun, và giảm bệnh sâu răng.
Ngoài ra cây duối còn được chuộng trồng trong chậu nhỏ làm cây kiểng.